# Pangram
Pangram (gr. pan gramma – każda litera) – krótkie zdanie zawierające wszystkie litery alfabetu danego języka. Może stanowić zabawę słowną, często jest jednak również wykorzystywane do sprawdzania poprawności danych tekstowych, poprawności wyświetlania lub drukowania znaków itp. Szczególnie dopracowane pangramy zawierają każdą literę tylko w jednym wystąpieniu.

## Przykłady

### język polski
- Pchnąć w tę łódź jeża lub ośm skrzyń fig. (autor nieznany, pangram cytuje Julian Tuwim w Pegaz dęba, czyli panopticum poetyckie, Iskry, 2008, str. 320)
- Pójdź, kińże tę chmurność w głąb flaszy! (Jan Gwalbert Henryk Pawlikowski; „Wiadomości Literackie”, nr 1, 1936, str. 7) – zdanie często cytowane w zmienionej wersji: Pójdźże, kiń tę chmurność w głąb flaszy![1][2]
- Myślę: Fruń z płacht gąsko, jedź wbić nóż (Marceli Leinkram; „Wiadomości Literackie”, nr 1, 1936, str. 7)
- Dość błazeństw, żrą mój pęk luźnych fig (L. Jakubowicz; „Wiadomości Literackie”, nr 1, 1936, str. 7)
- W niżach mógł zjeść truflę koń bądź psy (Stanisław Jerzy Nowak; „Wiadomości Literackie”, nr 1, 1936, str. 7)
- Dość gróźb fuzją, klnę, pych i małżeństw!
- Pójdź w loch zbić małżeńską gęś futryn!
- Filmuj rzeź żądań, pość, gnęb chłystków! (Stanisław Barańczak; Pegaz zdębiał, Prószyński i S-ka, 2008, str. 13–14)
- O, mógłże sęp chlań wyjść furtką bździn. (St. Barańczak; Pegaz zdębiał; Londyn 1995)
- Mężny bądź, chroń pułk twój i sześć flag. (autor nieznany)
- Chwyć małżonkę, strój bądź pleśń z fugi. (autor nieznany)
- Jeż wlókł gęś. Uf! Bądź choć przy nim, stań! (Roman Ćwiękała; „Sowa” nr 6, 1994)
- Ty, pójdź rżnąć kosz, śliń fugę, baw Chełm. (Marcin Orliński; „Przekrój” nr 2, 2018, str. 140)
- Mąć kufel, tchnij woń, zgaś rys – żłób, pędź! Marcin Orliński; „Przekrój” nr 2, 2018, str. 140)
- Stęchły mąż – wzgardź, nuć pleśń, bój foki. (Marcin Orliński; „Przekrój” nr 2, 2018, str. 140)
- Śnij formę klech z wag bądź żółć pustyń. (Marcin Orliński; „Przekrój” nr 2, 2018, str. 140)
- Pchnij w kufel mą gęstość, raź, żłób z dyń! (Marcin Orliński; „Przekrój” nr 2, 2018, str. 140)
- Wójt dźgnął boży puch, sześć frań, milkę.
- Mknął boży puch. Jeść stóg z lędźwi Frań?
- Puść mą dłoń! Gnij schab, frytkę! Zwóź żel!
- Tknę łój, wapń. Dość! Uf! Gryź chleb, miąższ!
- Znajdź pchły, wróżko! Film „Teść” gębą suń!
- Sklną chów żab? Jim, puść dłoń! Zgryź fetę!
- Aj, pech! Struś dźgnął ćmę FBI! Koń lży wóz.
- Tchórz w KGB. Sądź płoć! Fajny mężuś i leń.
- Bądź waść gej, chroń kumpli! Złóż syf, tnę!
- Struś czknął. Pędź, bij ćmy! Że ów golf Hań?
- Czyść sejf glinom! W łóżku Hań ...pędź, trąb!
- Strząść puch nimfy w łój kań? Boże, ględź!
- W Mińsku lżą naftę Jóź. Gość brzydł. Pech!
- Sznur śliw. Chłód gąb. Pot męk. Jaźń żyć. Fe!
- Młóć, by sąd gęś w kaźń – żuje proch z flint!
- Zbłaźń mżystość ględów hiperfunkcją. (ma najmniej wyrazów spośród znanych polskich pangramów; autor: Marcin Ciura[3])
- Pójdźmyż haftnąć z wklęsłości guberń. (Marcin Ciura[3])
- Znałem już pysk świń, chęć flot bądź gór. (Marcin Ciura[3])
- Stróż pchnął kość w quiz gędźb vel fax myjń. (zawiera też litery q, v i x; autor: Marcin Ciura[4])
- ICH DALEKOPIS FALSZUJE GDY PROBY XQV NIE WYTRZYMUJE (tylko wielkie litery alfabetu łacińskiego, stosowane w technice komunikacji dalekopisowej)
- Nućmyż troszkę: w figach pleśń bądź łój. (Zbigniew Bronk)

Pangramem nie jest tekst „Zażółć gęślą jaźń” – najkrótszy poprawny gramatycznie tekst zawierający wprawdzie wszystkie litery specyficzne dla polskiej pisowni, ale nie zawierający wielu innych liter alfabetu łacińskiego (brak w nim: b, c, d, e, f, h, i, k, l, m, n, o, p, r, s, t, u, w, y).

### język angielski
- The quick brown fox jumps over the lazy dog.
- Pack my box with five dozen liquor jugs.
- Sphinx of black quartz; judge my vow!
- Jackdaws love my big sphinx of quartz
- The five boxing wizards jump quickly.

### język azerski
- Zəfər, jaketini də papağını da götür, bu axşam hava çox soyuq olacaq.

### język czeski
- Nechť již hříšné saxofony ďáblů rozezvučí síň úděsnými tóny waltzu, tanga a quickstepu.

### język duński
- Høj bly gom vandt fræk sexquiz på wc.

### esperanto
- Eble ĉiu kvazaŭdeca fuŝĥoraĵo ĝojigas homtipon.
- Laŭ Ludoviko Zamenhof bongustas freŝa ĉeĥa manĝaĵo kun spicoj.

### język fiński
- Törkylempijävongahdus. (nie zawiera liter występujących jedynie w wyrazach zapożyczonych)
- On sangen hauskaa, että polkupyörä on maanteiden jokapäiväinen ilmiö. (jw.)
- Albert osti fagotin ja töräytti puhkuvan melodian. (jw.)
- Charles Darwin jammaili Åken hevixylofonilla Qatarin yöpub Zeligissä.
- Wieniläinen sioux'ta puhuva ökyzombie diggaa Åsan roquefort-tacoja.

### język grecki
- Γαζίες καὶ μυρτιὲς δὲν θὰ βρῶ πιὰ στὸ χρυσαφὶ ξέφωτο.

### język hebrajski
- דג סקרן שט בים מאוכזב ולפתע מצא חברה.

### język japoński
Poemat Iroha, zawiera wszystkie znaki kana:
- いろはにほへと　ちりぬるを　わかよたれそ　つねならむ　うゐのおくやま　けふこえて　あさきゆめみし　ゑひもせす （ん）

(To samo z użyciem kanji: 色は匂へど　散りぬるを　我が世誰ぞ　常ならむ　有為の奥山　今日越えて　浅き夢見じ　酔ひもせず（ん）.)

### język hiszpański
- Quiere la boca exhausta vid, kiwi, piña y fugaz jamón.
- Fabio me exige, sin tapujos, que añada cerveza al whisky.
- Jovencillo emponzoñado de whisky, ¡qué figurota exhibe!
- David exige plazo fijo para el embarque de truchas y niños New York
- La cigüeña tocaba cada vez mejor el saxofón y el búho pedía kiwi y queso.
- El jefe buscó el éxtasis en un imprevisto baño de whisky y gozó como un duque.
- Exhíbanse politiquillos zafios, con orejas kilométricas y uñas de gavilán.
- El cadáver de Wamba, rey godo de España, fue exhumado y trasladado en una caja de zinc que pesó un kilo.
- El pingüino Wenceslao hizo kilómetros bajo exhaustiva lluvia y frío, añoraba a su querido cachorro.

### język litewski
- Įlinkusi fechtuotojo špaga blykčiodama gręžė apvalų arbūzą.

### język niemiecki
- Zwölf große Boxkämpfer jagen Viktor quer über den Sylter Deich.
- Polyfon zwitschernd aßen Mäxchens Vögel Rüben, Joghurt und Quark.

### język rosyjski
- Любя, съешь щипцы, — вздохнёт мэр, — кайф жгуч.
- Шеф взъярён так щипцы с эхом гудбай Жюль.
- Эй, жлоб! Где туз? Прячь юных съёмщиц в шкаф.
- Экс-граф? Плюш изъят. Бьём чуждый цен хвощ!
- Эх, чужак! Общий съём цен шляп (юфть) — вдрызг!

### język rumuński
- Muzicologă în bej, vând whisky și tequila, preț fix.
- Ex-sportivul își fumează jucăuș țigara bând whisky cu tequila.
- Vând muzică de jazz și haine de bun-gust în New-York și Quebec, la preț fix.

### język słowacki
- Päťtýždňové vĺčatá nervózne štekajú na môjho ďatľa v tŕní. (wszystkie litery ze znakami diakrytycznymi)
- Vypätá dcéra grófa Maxwella s IQ nižším ako kôň núti čeľaď hrýzť hŕbu jabĺk. (wszystkie litery alfabetu słowackiego)

- Nezvyčajné kŕdle šťastných figliarskych ďatľov učia pri kótovanom ústí Váhu mĺkveho koňa Waldemara obžierať väčšie kusy exkluzívnej kôry s quesadillou. (wszystkie litery alfabetu słowackiego)

### język słoweński
- Pri Jakcu bom vzel šest čudežnih fig.
- Šerif bo za domačo vajo spet kuhal žgance.
- V kožuščku hudobnega fanta stopiclja mizar.

### język szwedzki
- Yxskaftbud, ge vår WC-zonmö IQ-hjälp.

### język turecki
- Pijamalı hasta yağız şoföre çabucak güvendi.

### język ukraiński
Poetycki pangram:

Чиж цей, голуб, в'юрок, (на фіґ – їх!), їм, що ліпш є, здаються.

Чи ж це й голуб-в'юрок, нафіґ, їх їм, що ліпш є, здаються?

### język węgierski
- Jámbor célú, öv ügyű ex-qwan ki dó-s főz, puhít.
- Pál fogyó IQ-jú kun exvő, ím dühös a WC bűzért.
- Bűzös WC-lé (fogyó IQ-jú exvőpár munka) dühít.
- Egy hűtlen vejét fülöncsípő, dühös mexikói úr Wesselényinél mázol Quitóban.
- Új, „Exvőd = fél pár” című show közügy Quitóban.

### język żmudzki
- Cha, mona bluogė̄jė vākalē bazaunīdamė sogalvuojė tik kūlīnūs grōžto falšīvē pamačītė ciuocē.